# Товариство з проведення реформ у Конго
Товариство з проведення реформ у Конго (англ. Congo Reform Association) — товариство, створене для викриття зловживань у Вільній державі Конго.
Товариство було створено у березні 1904 року місіонером Генрі Греттаном Гіннес, журналістом Едмундом Діном Морелом і дипломатом Роджером Кейсментом з метою поліпшити стан робітників у Конго з допомогою залучення суспільної уваги. Кейсмент в 1903 році підготував доповідь і був нагороджений за нього Орденом Святого Михайла і Святого Георгія. Морел писав щотижневі статті в «англ. West Africa Mail», а Гіннес виступав з лекціями. Відділення Товариства були відкриті в США. До 1912 році воно досягло своїх цілей і розпалося. У 1924 році Морел був номінований на Нобелівську премію миру за роботу в Суспільстві.
Товариство підтримували такі відомі письменники, як Джозеф Конрад, Анатоль Франс, Артур Конан Дойль, Марк Твен. Марк Твен написав сатиричний памфлет «Монолог короля Леопольда в захист його панування», а Конан Дойль — книгу «Злочини у Конго».